# 크리스토퍼 세인트 존
크리스토퍼 세인트 존(Christopher St. John, 1942년 ~ )은 미국의 배우, 영화 감독, 각본가, 영화 프로듀서, 텔레비전 배우이다.
미국에서 태어났다.

## 영화
- 샤프트 (1971년)
- 포 러브 오브 아이비 (1968년)